# Лисберн (район)
Лисберн (англ. Lisburn City Council) — административный район, существовавший до 1 апреля 2015 года в Северной Ирландии. В районе было пять избирательных округов: Дауншир (Downshire), Дунмарри Кросс (Dunmurry Cross), Киллутаг (Killultagh), Север Лисберна (Lisburn Town North) и Юг Лисберна (Lisburn Town South).
Согласно Review of Public Administration район следовало к 2011 году объединить с Каслри, чтобы создать административную единицу в 540 км² по площади и 175 тысяч человек населения, однако в июне 2010 года Кабинет министров Северной Ирландии сообщил, что не может согласиться с реформой местного самоуправления и существующая система районов останется прежней в обозримом будущем. Следующие выборы, таким образом, должны были бы состояться в мае 2009 года, но 25 апреля 2008 года Шон Вудвард, государственный секретарь по делам Северной Ирландии, объявил о том, что выборы 2009 года отложены до выборов, которые пройдут уже в объединенном районе.
С 1 апреля 2015 года объединен с районом Каслри в район Лисберн-энд-Каслри.

## Состав
Район включал 10 городов и деревень:
1. Агхали
2. Аннаилт
3. Данмарри
4. Драмбо
5. Дромара
6. Гленэви
7. Хилсборо
8. Лисберн
9. Магаберри
10. Мойра